# Centro Cultural Gabriela Mistral de Villa Alemana
El Centro Cultural Gabriela Mistral de Villa Alemana es un edificio cultural ubicado en Villa Alemana, en la Región de Valparaíso, Chile. Ubicado en el centro de la ciudad, cuenta con tres pisos y un subterráneo. Cuenta con salas de artes escénicas, salas de formación, equipamientos para presentación de espectáculos, salas de producción y una sala de exposición de artes visuales.
Fue inaugurado en el marco del programa nacional para la creación de centros culturales por el ministro de Cultura Luciano Cruz-Coke y el alcalde José Sabat en el año 2011. En el año 2021 el Ministerio de Bienes Nacionales traspasó de forma oficial el terreno al municipio de Villa Alemana, para poder así conseguir recursos para su funcionamiento.